# Altona 93/1962 bis 1964
Dieser Artikel beschreibt den Verlauf der Spielzeiten 1962/63 und 1963/64 von Altona 93. Altona trat in der Saison 1962/63 in der Oberliga Nord an und belegte den 15. Tabellenplatz. Nach einer Qualifizierungsrunde gehörte der AFC 1963/64 im Debütjahr der zweitklassigen Fußball-Regionalliga Nord an, wo der 4. Rang erreicht wurde und sich der Regionalligavertreter im DFB-Pokal bis in das Halbfinale spielte.

## Vorgeschichte des AFC in der Oberliga Nord
Nach dem Wiederaufstieg 1951/52 in die Erstklassigkeit der Oberliga Nord, gehörten die Schwarz-Weiß-Roten aus der Adolf-Jäger-Kampfbahn mehrere Jahre zu den leistungsstärksten Mannschaften in Norddeutschland, wo sie in den Runden 1953/54 und 1957/58 jeweils den 3. Rang belegten und 1955 zusätzlich in das DFB-Pokalhalbfinale eingezogen waren, ehe in den letzten zwei Jahren der Oberligaära, 1961/62 und 1962/63, sich der Weg ans Tabellenende vollzog.
Herausragende Spieler wie Werner Erb, Werner Gorszka, Werner Goike, Alfred Kalkowski, Gerhard Göhrke, Heinz Spundflasche (ab der Runde 1957/58 als Spielertrainer), Edgar Preuß, Dieter Seeler, Kurt Hinsch, Heinz Mühle, Heiko Kurth und Horst Wendlandt (ab 1972 auch als Trainer) prägten das Bild der AFC-Mannschaften in diesen Jahren.
Als unter Trainer Kurt Krause Altona vor der Saison 1961/62 mit Werner Erb, Werner Gorszka, Edgar Preuß und Rudolf Sturm gleich vier langjährige Leistungsträger durch Vereinswechsel oder Laufbahnende verlor, war die sportliche Stabilität vor allem in den Auswärtsspielen nicht mehr gegeben. Mit 8:22 Punkten und einem Torverhältnis von 18:50 führte die durchwachsene Heimbilanz mit 16:14 Punkten zum deutlich negativen Gesamtendstand von 24:36 Punkten und damit landete der AFC auf dem 11. Rang, sechs Punkte vor den Abstiegsrängen. Zwar hatte man bei der Auswahl der Neuzugänge aus dem Amateurlager mit Jürgen Bol (FC Viktoria Harburg), Peter Ebert (eigene Jugend), Jürgen Neudorf (Harburger Turnerbund) und insbesondere des 15-fachen Torschützen Karl-Heinz Pape vom Ahrensburger TSV ein gutes Gespür bewiesen, aber die Anpassung an die Qualität der Oberliga Nord war erwartbar nicht reibungslos verlaufen.

## Die Saison 1962/63: Abstieg und Aufstieg in einer Saison
Mit jeweils 8:22 Punkten zierten Hannover 96 und Altona 93 nach 15 Spielen der Hinrunde 1962/63 das Tabellenende in der Oberliga Nord. Von einer Nominierung zur neuen Bundesliga ab 1963/64 konnte keine Rede sein; die Hinrunde war sportlich aus dem Ruder gelaufen. In Serie setzte der AFC die letzten fünf Spiele der Herbstserie in den Sand; der letzte doppelte Punktgewinn war am zehnten Spieltag (28. Oktober) mit 3:1 gegen Holstein Kiel gelungen. Acht Tage später zerlegten die Mannen um Lothar Ulsaß, Gerhard Elfert und Willi Langemann (3 Tore), der Aufsteiger Arminia Hannover, Altona auf eigenem Platz mit 0:4. Emotional verkraftete das Team von Trainer Krause das in den nächsten Wochen nicht und fabrizierte eine Serie von 0:12 Punkten und stürzte damit an das Tabellenende ab.
Einige unglückliche personelle Festlegungen in dieser Phase im Mannschaftsbereich waren sicherlich mitentscheidend bei dieser sportlichen Krise: Unter Trainer Krause absolvierte Torhüter Gerhard Behncke seine sieben Rundeneinsätze (7. bis 13. Spieltag) anstelle von Stammtorhüter Walter Banse, kam der Flügelstürmer der Amateure, Hans-Jürgen Nickels, zu seinen vier Rundenberufungen in der Oberliga, beendete Außenläufer Helmut Schmuck mit seinem Einsatz gegen Arminia Hannover seine Laufbahn, kam der junge Mittelläufer und Abwehrhalt Peter Ebert in der Hinrunde überhaupt nicht zum Einsatz und pausierte auch der kampferprobte Leistungsträger Horst Wendlandt in dieser kritischen Zeit. Es dagegen mit dem fehlenden Leistungsvermögen der Neuzugänge aus dem Amateurbereich wie Klaus Framheim, Willi Sonmann, Herbert Ulatowski und Wolfgang Wellnitz in erster Linie in Verbindung zu bringen, das würde den Leistungen dieser Akteure sportlich auf keinen Fall gerecht werden.
Kurios und unerwartet kann man den 2:1-Heimerfolg am 3. Februar 1963 gegen Nordserienmeister Hamburger SV bezeichnen: Die „Rautenträger“ traten in Bestbesetzung an, lediglich der torgefährliche Halbstürmer Rolf Fritzsche fehlte an der Seite von Uwe Seeler und Gert Dörfel. Vielleicht tat sich der HSV mit dem kombinationshindernden Schneeboden besonders schwer und so entschieden die zwei Treffer von Wellnitz und Pape das Spiel für Altona.
Am 30. und letzten Spieltag empfing Altona am 29. April 1963 den im Mittelfeld platzierten VfV Hildesheim. Mit einem Sieg hätte man den Klassenerhalt realisieren können. Concordia trat am Zollinlandstadion beim mitgefährdeten Bremerhaven 93 an und verlor mit 1:3 und verblieb damit bei 23 Pluspunkten; mit zwei Punkten gegen Hildesheim hätte Altona 24 Punkte erreicht und damit die zwei vorletzten Plätze der Tabelle hinter sich gelassen. Mit 2:3 wurde aber das letzte Spiel der Oberliga Nord verloren und damit belegten Altona und der von Altona-Legende Heinz Spundflasche trainierte VfB Lübeck, die zwei letzten Tabellenränge.
Der Hamburger SV, der SV Werder Bremen und Eintracht Braunschweig hatten sich aus dem Norden für die ab 1963/64 neu startende Fußball-Bundesliga qualifiziert. Die Mannschaften auf den Plätzen vier bis vierzehn der Oberliga Nord 1962/63 fanden direkt die Aufnahme in die neue Regionalliga Nordt. Die beiden Tabellenletzten – Altona 93 und VfB Lübeck – galten offiziell als Absteiger in die Landesligen. Sie bekamen jedoch die Möglichkeit, sich doch noch für die Regionalliga zu qualifizieren, sofern sie sich in den Qualifikationsrunden gegen den Meister und Vizemeister aus Hamburg (HSV Barmbek-Uhlenhorst, SC Victoria Hamburg), Meister und Vizemeister aus Schleswig-Holstein (Heider SV, SV Friedrichsort), Meister aus Bremen (AGSV Bremen), Meister Niedersachsen West (VfL Oldenburg), Meister Niedersachsen Ost (VfL Wolfsburg) und den Sieger in der Ausscheidung der beiden Vizemeister aus Niedersachsen (Leu Braunschweig setzte sich gegen TuS Celle durch) durchsetzen sollten.
Altona hatte es in der Staffel A mit SC Victoria Hamburg, VfL Wolfsburg, SC Leu Braunschweig und dem Heider SV zu tun. Acht Tage nach der Enttäuschung mit der 2:3-Heimniederlage gegen den VfV Hildesheim starteten die Krause-Schützlinge am 4. Mai 1963 mit einem 2:0-Heimerfolg gegen das Team um Willi Gerdau, den Heider SV, in die Qualifikationsrunde. Vor 5.000 Zuschauern hatte Mittelfelddirigent Heiko Kurth beide Tore erzielt. 14 Tage später, am 18. Mai, setzte sich die Mannschaft aus Bahrenfeld mit einem 3:0 vor 10.000 Zuschauern auch gegen Victoria Hamburg durch. Bereits fünf Tage später gab es aber mit einer 1:4-Auswärtsschlappe bei Leu Braunschweig den ersten Dämpfer. Dieser konnte aber am 26. Mai mit einem 3:1-Heimerfolg gegen den VfL Wolfsburg umgehend wettgemacht werden. Da auch das Rückspiel in Heide einen 2:0-Erfolg für den AFC brachte, schien alles für die Schwarz-Weiß-Roten zu sprechen. „Vicky“ stoppte mit einem 2:1 im Rückspiel die Euphorie und danach hoppelte sich Altona mit zwei 0:0-Spielen gegen Wolfsburg und Leu Braunschweig mit 10:6 Punkten in die Regionalliga.
Folgende Spieler kamen in den acht Begegnungen der Qualifikationsrunde für Altona 93 zum Einsatz:
Torhüter Walter Banse (8 Spiele); Verteidiger Horst Wendlandt (8/2), Gerhard Göhrke (8/0; 3 Spiele als Stürmer), Jürgen Müller (3/0); Läuferreihe: Jürgen Bol (8/0), Peter Ebert (8/0), Willi Somann (5/0), Heiko Kurth (8/3; LL/HL); Angriff: Wolfgang Wellnitz (8/2), Klaus Framheim (7/1), Herbert Ulatowski (7/1), Jürgen Neudorf (6/0), Karl-Heinz Pape (4/3).

## Regionalliga Nord 1963/64: 4. Platz und Pokalhalbfinale
Zum Start in der 2. Liga trat Altona am 11. August 1963 am Sportplatz am Rothenbaum (Platzrenovierung am Millerntor-Stadion) gegen den FC St. Pauli an. Dort hatte Neutrainer Otto Westphal aus Togo den trickreichen Angreifer Guy Acolatse mitgebracht und der Neuzugang war auch am Starttag gegen Altona an der Seite der weiteren Angreifer Horst Haecks, Rolf Bergeest und Peter Osterhoff zum Einsatz gekommen. Haecks und dreimal Osterhoff erzielten die Tore zum 4:1-Sieg des Gastgebers. St. Pauli absolvierte eine erfolgreiche Runde und gewann am Rundenende die erste Regionalligameisterschaft im Norden. Der AFC hatte noch keine wirkliche Stammbesetzung gefunden – mit Manfred Paasch (Mittelläufer und Abwehrchef) und Rainer Lohstöter (Linksaußen) bestritten zwei Spieler das einzige Spiel der Runde – und hatten nach drei Spielen mit 2:4 Punkten einen schwachen Start fabriziert. Der 5:0-Heimerfolg am 1. September gegen den VfL Wolfsburg brachte dann die Wende. Bis zum 16. Spieltag baute der AFC eine Erfolgsserie von 23:1 Punkten auf und führte damit die Tabelle an. Darunter ragten die Siege gegen Hannover 96 (4:1) und Arminia Hannover (2:0) besonders heraus. Bei Sechsundneunzig hatte man den Meistertrainer des Jahres 1954 wieder an die Leine geholt und Helmut Kronsbein erwies sich tatsächlich als Glücksgriff. Nicht nur bei der Auswahl der westdeutschen Neuzugänge Horst Podlasly für das Tor und Werner Gräber und Walter Rodekamp für den Angriff hatte er richtig gelegen, er brachte die Mannschaft insgesamt in gute Verfassung um danach auch in der Aufstiegsrunde bestehen zu können. Der Lokalrivale Arminia scheiterte dagegen trotz des weit herausragenden Könnens von Spielmacher und Torjäger Lothar Ulsaß an der Problematik auf der Trainerposition und der nicht vorhandenen Konstanz der Form in der laufenden Runde und belegte den 3. Rang.
Am 1. Dezember 1963 sahen über 9.000 in der Adolf-Jäger-Kampfbahn und die Fernsehzuschauer auf ihren Bildschirmen eine „großartige Fußball-Demonstration in Altona“. Altona 93 und Arminia Hannover mit den blendend aufgelegten Ulsaß und Elfert erreichen nach einhelliger Auffassung aller Beteiligten Bundesligaformat. Beim 2:0-Sieg des AFC in einem der besten Spiele der AFC-Vereinsgeschichte gibt es fliegende Spielzüge und immer wieder Sonderbeifall. Nach diesem 15. Spieltag führte der AFC die Tabelle mit drei Punkten Vorsprung an.
Bei Altona hatten sich die Neuzugänge des torgefährlichen Angreifers Peter Kautz und des sicheren Torhüters Harald Schonscheck positiv ausgewirkt und mit der Etablierung des sicheren Abwehrblockes mit Schonscheck, dem Verteidigerpaar Gerhard Göhrke/Horst Wendlandt und der Läuferreihe im damaligen WM-System mit Jürgen Bol, Peter Ebert und Willi Somann hatte der Angriff mit Kautz, Klaus Framheim, Karl-Heinz Pape, Heiko Kurth und Herbert Ulatowski die nötige stabile Grundlage, um auch ein gefährliches Offensivspiel aufziehen zu können. Der Einzug in die Bundesligaaufstiegsrunde wurde durch die drei Niederlagen in Folge am Rundenende gegen Concordia (0:2), St. Pauli (0:2) und den VfR Neumünster (0:3) verpasst, wozu auch der zusätzliche Kräfteverschleiss der DFB-Pokalspiele im April/Mai 1964 beigetragen hatte.
Am 8. April 1964, einem Mittwochabend, empfängt der AFC in der 1. Hauptrunde des DFB-Pokals Borussia Mönchengladbach aus der Regionalliga West. Am 5. April hatte Altona noch das Auswärtsspiel in der Liga mit 3:1 beim VfL Osnabrück gewonnen. Die Heimmannschaft siegt vor 3.500 Zuschauern mit 2:1. Wendlandt mit einem seiner gefürchteten Freistöße und Angreifer Pape treffen für den AFC, Kohn für Gladbach. Borussentrainer Fritz Langner war mit namhaften Spielern wie Günter Netzer, Horst-Dieter Höttges, Herbert Laumen, Heinz Lowin, Ulrich Kohn, Egon Milder und Manfred Orzessek nach Altona angereist. Die spätere Weisweiler-Elf belegte in der Regionalliga West den 8. Rang. Am 19. April gewann der AFC in der Regionalliga Nord das Auswärtsspiel beim VfL Oldenburg mit 3:1 und empfing im Pokal im Achtelfinale, wiederum an einem Mittwoch, den 22. April, einen weiteren Vertreter der Regionalliga West, den Duisburger SV. Der Altmeister aus Duisburg war unmittelbarer Tabellennachbar von Mönchengladbach und belegte unter Trainer Hermann Lindemann und mit Spielern wie Rolf Benning, Heinz Bohnes, Herbert Kurwan und Heinz Poll in der Regionalliga West den 9. Rang. Der AFC setzte sich wiederum mit 2:1 durch Tore von Framheim und Kautz durch und war damit der letzte Regionalliga-Vertreter im DFB-Pokal in der Runde der letzten Acht.
Das Viertelfinale fand zehn Tag nach Ende der Regionalligarunde, am 20. Mai in Altona gegen den Bundesligisten Karlsruher SC statt. Trotz der Enttäuschung des verpassten Einzuges in die BL-Aufstiegsrunde trat die Heimmannschaft mit großer Moral an und war gewillt, dem Bundesligisten einen großen Kampf zu liefern. Der KSC hatte die Ligarunde am 9. Mai mit einer 1:2-Heimniederlage gegen Eintracht Frankfurt auf dem 13. Rang stehend, beendet. Trainer Kurt Sommerlatt hatte mit Josef Marx und Gustav Witlatschil zwei Leistungsträger in der Abwehr und mit Otto Geisert, Gerhard Kentschke und dem jungen Angreifer Klaus Zaczyk auch leistungsstarke Spieler für das Mittelfeld und den Angriff zur Verfügung.
Vor 6.000 Zuschauern schießen Kurth und Wendlandt den AFC in das deutsche Pokal-Halbfinale. Mannschaftsführer „Hottel“ Wendlandt wurde zum Held des Tages, als er zehn Minuten vor Schluss mit einem herrlichen Freistoß aus 18 Metern für die Entscheidung sorgte und damit sein 11. Verteidigertor der Saison erzielt hatte.-* KSC-Trainer Sommerlatt urteilte über das Spiel: „Altona hat groß gekämpft, aber noch imponierender gespielt.“ Auch die 6.000 Zuschauer waren zufrieden und spendeten gleich mehrfach Szenenapplaus.
Zwei Wochen später, am 3. Juni 1964, empfängt der AFC im Halbfinale den Bundesligisten München 1860 mit deren prominentenTrainer Max Merkel und ihrem Startorhüter Petar Radenković. 16.000 Zuschauer haben um 18.00 Uhr den Weg in die Adolf-Jäger-Kampfbahn gefunden, beachtlich denn von Gleitzeitregelungen war die damalige Bundesrepublik noch weit entfernt. In der 70. Minute fegte ein Jubelsturm über die Kampfbahn, wie ihn dieser Platz wohl über ein Jahrzehnt nicht mehr erlebt hat. Kautz köpfte zum 1:0 ein, eine hochverdiente Führung für die eindeutig besseren Altonaer, die bis dahin insbesondere an dem Tausendsassa Radenkovic gescheitert sind. Fünf Minuten vor Schluss gelingt den „Löwen“ aufgrund eines Abwehrfehlers der Altonaer der Ausgleich – lähmendes Entsetzen auf dem Platz – und in der Verlängerung der 4:1-Sieg.
85 Minuten lang hatte die Mannschaft von Trainer Krause gegen München 1860 wie der sichere Sieger ausgesehen. 85 Minuten lang hatte Altona 93 mit mindestens anderthalb Beinen im Pokalfinale gestanden. 85 Minuten lang hatten 15.000 Fans ihre Mannschaft gefeiert und nach vorne getrieben. Doch 85 Minuten sind eben fünf Minuten zu wenig. Am Ende krochen die Sekunden für die Hamburger, deren Kondition am Boden war, nur noch so dahin. Nach dem Ausgleich brach der Regionalligist kräftemäßig zusammen. Am 13. Juni holten sich die Münchner mit einem 2:0 gegen Eintracht Frankfurt den DFB-Pokal und standen am 19. Mai 1965 in London gegen West Ham United im Finale um den Europapokal der Pokalsieger. Für den AFC ging es 1964/65 in der Regionalliga Nord weiter.
Für den AFC kamen im DFB-Pokal folgende Spieler zum Einsatz:
Torhüter: Harald Schonscheck, 4 Spiele;
Verteidiger: Gerhard Göhrke (4/0), Horst Wendlandt (4-2);
Läufer: Jürgen Bol (4/0), Peter Ebert (4/0), Willi Somann (2/0), Jürgen Müller (2/0);
Angreifer: Peter Kautz (4/2), Karl-Heinz Pape (4/1), Heiko Kurth (4/1), Klaus Framheim (3/1), Wolfgang Wellnitz (3/0), Jürgen Neudorf (1/0), Herbert Ulatowski (1/0).